# Жидкокристаллический дисплей с активной матрицей
Жидкокристаллический дисплей с активной матрицей — разновидность жидкокристаллических мониторов, в которых управление пикселями производится с помощью активной матрицы из транзисторов либо диодов. В подавляющем большинстве таких дисплеев используются поликремниевые тонкоплёночные транзисторы (P-Si TFT), но в некоторых применяются тонкоплёночные диоды (TFD). Характеризуются небольшим временем задержки (в основном 30 мс), что позволяет проецировать изменение изображения практически в реальном времени, и с хорошим коэффициентом контрастности (100:1). Благодаря таким характеристикам воспроизведение видеосигналов происходит с небольшой потерей качества. Активные матрицы характеризуются большей яркостью, насыщенностью и чёткостью проецируемого изображения по сравнению с пассивными матрицами. Широко используются в проекторах на основе ЖК-технологии.